# СТШ-81

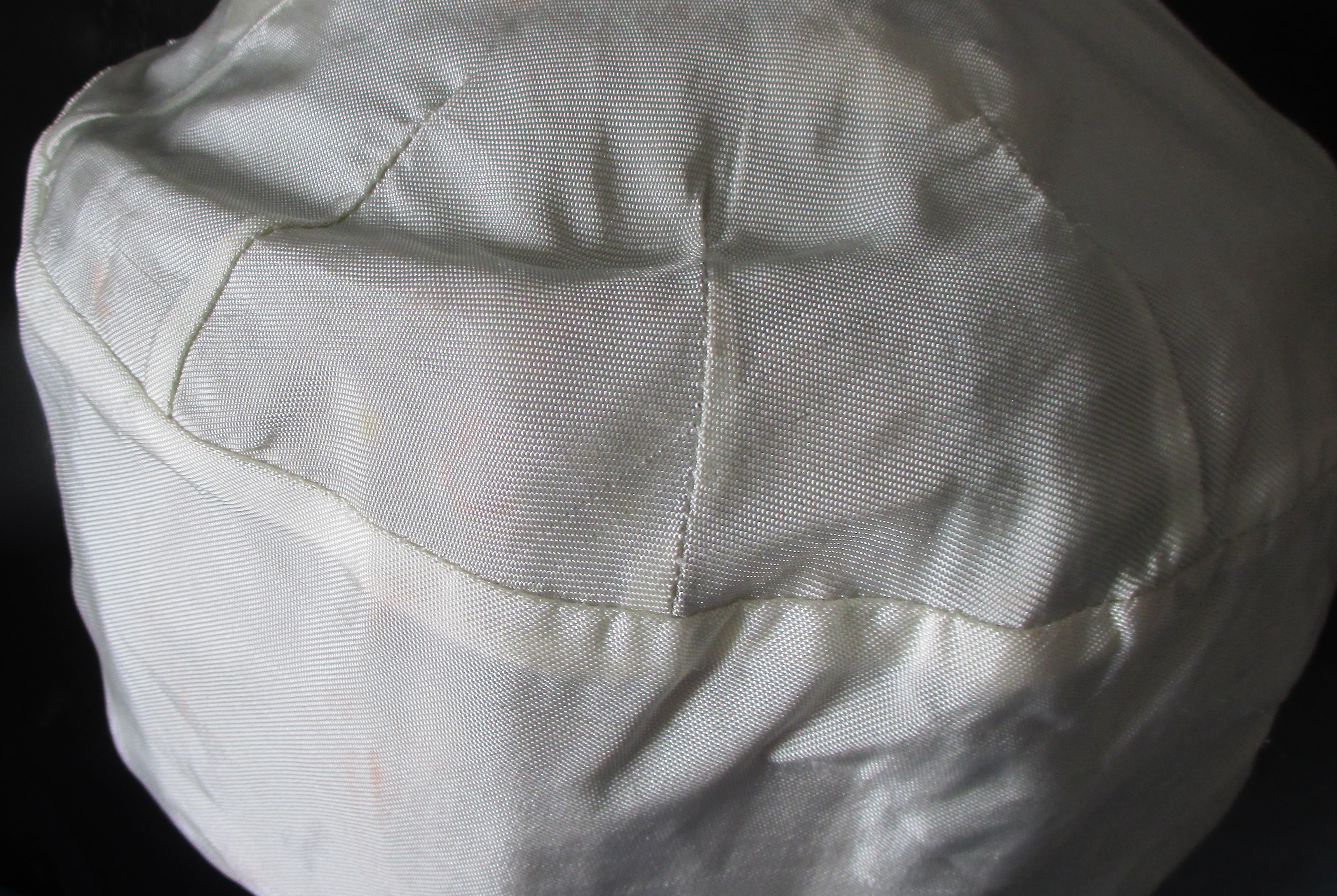
шлем СТШ-81, внешний вид

СТШ-81 — советский титановый шлем, разработанный в начале 1980-х годов по заказу МВД СССР. Данные шлемы применялись Внутренними войсками МВД СССР, а также во Внутренних войсках (и их эквивалентах) и органах правопорядка в странах, образовавшихся после распада СССР.

## История
В 1970-х за рубежом начали активно применять кевлар для изготовления бронежилетов, защищающих пользователя от поражения осколками и от попадания пистолетных пуль. Такие изделия, будучи значительно легче средств индивидуальной защиты из стали, позволили намного сократить потери среди бойцов, участвовавших в боестолкновениях. Кроме того, в ряде стран шли работы по созданию шлемов из полимерных материалов — в Ираке на вооружение был принят шлем М80, производившийся в Южной Корее из германского пластика «Corlon», а в Израиле с конца 1970-х ЦАХАЛ экипировалась шлемами OR-201, производившимися из армированного пластика.
В то же время, учёные СССР пошли по альтернативному пути, занявшись созданием арамидного волокна для бронежилетов. При этом защита головы бойца также не была оставлена без внимания. Одним из ключевых материалов при разработке новых шлемов стал титан, высокопрочные сплавы которого допускали увеличение толщины брони в среднем в 1,7 раза при сохранении веса бронеэлемента равного весу стальному, причём свойства титана превосходили качества броневых сталей по предоставлению противопульной защиты, учитывая разницу в массе. Поэтому ставка была сделана на титан.
В 1981 году Институтом научного исследования специального оборудования по заказу МВД СССР стартовала разработка титанового шлема. В 1985 году первый отечественный титановый шлем — СТШ-81 (специальный титановый шлем образца 1981 года) «Сфера» — был готов к массовому производству. Шлем давал защиту головы по всей площади, кроме области лица, по второму классу защиты по ГОСТу, то есть от пуль, выпущенных из пистолетов ПМ, АПС, ТТ, ПСМ, а также практически от любых типов осколков.
С 1994 года выпускается шлем ССШ-94 «Сфера-С», который в отличие от оригинального СТШ вместо титановых броневых пластин использует пластины из стали. Причинами замены титана сталью стали трудности с его поставками и дороговизной, и появление броневой стали с лучшими защитными характеристиками.

## Описание
По своему устройству «Сфера» являет собой три профилированных титановых бронеэлемента толщиной 3 мм каждый, вставляющихся в соответствующие карманы внутреннего чехла шлема, выполненного из специального материала; снаружи шлем покрыт внешним тканевым чехлом. На голове шлем фиксируется при помощи ремня с чашкой, закрепляемой на подбородке.
Чтобы подогнать шлем под размер головы, предусмотрен механизм регулировки тканевой основы шлема, для чего используется внутренняя шнуровка тканевой основы шлема, размещённая прямо под верхней броневой пластиной, и даёт возможность подогнать размер шлема по ширине. При ослаблении внутренней шнуровки шлем изнутри станет шире, и наоборот, если её затянуть сильнее, внутреннее пространство шлема станет уже. Таким образом осуществляется регулировка размера шлема в горизонтальной плоскости. Для изменения размера в вертикальной плоскости, регулировка осуществляется при помощи подбородочного ремня, который поджимает подбородок пластиковой чашечкой и способен изменять размер по высоте внутреннего пространства шлема, изменяя расстояние от подбородка до макушки головы. Таким образом шлем «Сфера» плотно подгоняется по размеру головы бойца, что очень важно — при попадании пули или крупного осколка плохо подогнанный, а соответственно, неплотно прилегающий шлем способен нанести более тяжкую запреградную травму головного мозга. При этом плотно прижатый к голове строго по размеру пользователя шлем будет более надёжным не столько в плане пулестойкости, сколько в снижении динамического воздействия на голову. Это ослабление степени тяжести контузионно-динамической травмы становится возможным благодаря демпферному слою. Он установлен в подтулейной, внутренней части шлема, и изготовлен из пенополиуретана, обеспечивая снижение запреградного воздействия на голову от попадания поражающих элементов.

## Варианты и модификации
- СТШ-81[1]
- ССШ-94 «Сфера-С» - версия СТШ-81 со стальными бронепластинами, разработанная в России в 1990е годы
- «Сфера» - версия СТШ-81 со стальными бронепластинами (конструктивный аналог ССШ-94 «Сфера-С»), их выпуск в 1990е годы был освоен на комбинате "Перемога" в городе Ирпень Киевской области фирмой ООО НПП «ТЕМП-3000». Шлемы изготавливали для специальных подразделений МВД Украины[1]